# Isabel Fillardis
Isabel Cristina Teodoro Fillardis (Rio de Janeiro, 3 de agosto de 1973) é uma atriz, cantora, apresentadora e ex-modelo brasileira.

## Biografia
Em 1988, aos 15 anos, Isabel começou a carreira profissionalmente como modelo e assinou com a agência Ford Models, mudando-se para a Itália para trabalhar. Em 1993 passou nos testes da Rede Globo para integrar a telenovela Renascer como Ritinha, desistindo da carreira fora do país para focar-se na atuação e realização de trabalhos de modelagem apenas no Brasil. No mesmo ano o produtor musical Alexandre Agra escutou-a cantando durante os bastidores de um ensaio fotográfico e convidou-a para integrar, ao lado de Karla Prietto e Lilian Valeska, o girl group As Sublimes, inspirada no sucesso do R&B que levou ao estrelado grupos femininos internacionais como TLC, En Vogue e Salt-N-Pepa, tendo o nome inspirado no trio The Supremes, sendo um dos primeiros girl groups brasileiros de destaque. Ela integrou a formação do primeiro disco do trio, que lançou canções de sucesso como "Boneca de Fogo", "Tyson Free" e "Menina Mulher da Pele Preta", desfazendo-se em 1998.
Em novembro de 1996 posou nua para a revista Playboy em um ensaio fotografado no Marrocos. Durante sua carreira como atriz Isabel esteve no elenco de diversas novelas como A Lua Me Disse, Começar de Novo, A Padroeira, Força de um Desejo, Corpo Dourado, A Indomada, O Fim do Mundo, A Próxima Vítima e Pátria Minha. No cinema, Isabel atuou em Orfeu, Navalha na Carne e O Homem Nu. Em 2007, Isabel esteve no elenco da novela Sete Pecados, de Walcyr Carrasco, e, em 2008, integra o elenco do seriado Malhação. Em 2011 fez uma pequena participação no último capítulo da telenovela Insensato Coração, e também interpretou a advogada Mônica na novela Fina Estampa. Em 2012 foi demitida da Rede Globo após vinte anos contratada. Em 2014 estrelaria a minissérie Plano Alto, na RecordTV, porém precisou desistir do trabalho por conta de uma cirurgia de emergência. Em 2018, Isabel participou da terceira temporada do talent show Dancing Brasil que é exibido pela RecordTV, na qual acabou ficando em 9.º lugar na competição.
Em 2019 retorna às novelas após oito anos em Topíssima, interpretando a professora de medicina Vera, que desconfia do tráfico de metanfetamina dentro da universidade onde dá aula. Em 2021, voltou a investir na carreira musical lançando um single solo:O meu lugar, o primeiro do EP Bel, muito prazer.

## Vida pessoal
Em 2000 se casou com o engenheiro Júlio César Santos, com quem teve três filhos: Analuz, nascida em janeiro de 2001, Jamal Anuar, nascido em 2003 e Kalel, nascido em 28 de dezembro de 2013, em um parto prematuro, onde o menino ficou hospitalizado por algumas semanas. A atriz revelou que teve muitas complicações na gravidez de seu terceiro filho, precisando fazer uma cirurgia no quinto mês de gestação para segurar o bebê. Aos cinco meses de vida descobriu que seu filho Jamal Anuar nasceu portador da Síndrome de West, um tipo epilepsia que altera o desenvolvimento mental. O menino, apesar de constantes crises epiléticas na infância, atualmente está bem. O mesmo vive em uma cadeira de rodas e faz acompanhamento com psicólogo e fonoaudiólogo, já que possui restrição na fala. A atriz contou em entrevistas ter se distanciado bastante da família, incluindo da filha, para se dedicar integralmente aos cuidados intensivos do filho, que passou por muitas internações, mas que atualmente, após a filha fazer terapia e a saúde do filho se estabilizar, as duas se reaproximaram e se dão muito bem. Em 2015, após quinze anos de casamento, Isabel se divorciou de seu marido de forma amigável. Após a separação, é vista esporadicamente em eventos sociais com algum namorado novo. A atriz é muito discreta e pouco fala de sua vida pessoal.
A atriz é portadora de tireoidite de Hashimoto, adquirida depois do parto do segundo filho. Nesta época enfrentou um melanoma, um tipo agressivo de câncer de pele, mas felizmente se curou após quimioterapia. A atriz acredita que o estresse por ter perdido o emprego e também ter que lidar com a deficiência do filho abalou muito seu lado emocional e produziu as doenças. Atualmente a atriz se trata com medicações fortes para a tireoidite, e faz tratamentos semanais a laser na pele para o câncer não voltar. Muito ligada ao lado subjetivo da vida, a atriz e cuida do seu emocional fazendo terapia.

## Filantropia
Sensibilizada com a deficiência de seu filho, decidiu lutar pela causa dos portadores de doenças que causam deficiências, e em 2006, lançou a campanha Força do Bem, dedicada a promover auxílio a pessoas que necessitam de cuidados especiais (deficientes visuais, mentais, auditivos e/ou motores), e que não tenham condições financeiras para isso. Em 2003 já havia fundado a ONG Doe Seu Lixo, voltada para área socioambiental, em preocupação com o aquecimento global.

## Filmografia

### Televisão
| Ano     | Título                   | Personagem                     | Notas                                     |
| ------- | ------------------------ | ------------------------------ | ----------------------------------------- |
| 1993    | Renascer                 | Rita de Cássia (Ritinha)       |                                           |
| 1994    | Pátria Minha             | Yone Ribeiro                   |                                           |
| 1995    | A Próxima Vítima         | Rosângela Moraes               |                                           |
| 1995–97 | Globo Ciência            | Apresentadora                  |                                           |
| 1996    | O Fim do Mundo           | Marialva                       |                                           |
| 1997    | A Indomada               | Inês de Mendonça e Albuquerque |                                           |
| 1997    | Você Decide              | Mari                           | Episódio: "Enrascada"                     |
| 1998    | Corpo Dourado            | Noêmia                         |                                           |
| 1998    | Você Decide              | Edith                          | Episódio: "Das Duas Uma"                  |
| 1999    | Você Decide              | Margareth                      | Episódio: "Na Passarela do Samba"         |
| 1999    | Força de um Desejo       | Luzia                          |                                           |
| 2000    | Garotas do Programa      | Várias personagens             |                                           |
| 2001    | A Padroeira              | Clarice                        |                                           |
| 2004    | Começar de Novo          | Eurídice Olegário              |                                           |
| 2005    | A Lua Me Disse           | Violeta da Mata Dantas         |                                           |
| 2006    | Linha Direta             | Vítima 2                       | Episódio: "O Bandido da Luz Vermelha"     |
| 2007    | Sete Pecados             | Fátima                         |                                           |
| 2008    | Malhação                 | Rita de Cássia Dutra Berguer   | Temporada 15                              |
| 2011    | Insensato Coração        | Marise                         | Episódio: "19 de agosto"                  |
| 2011    | Fina Estampa             | Mônica Ramos                   |                                           |
| 2012    | Amor Eterno Amor         | Maria                          | Episódio: "7 de setembro"                 |
| 2018    | Dancing Brasil           | Participante                   | Temporada 3                               |
| 2018    | Desnude                  | Chefe de Alice                 | Episódio: "Indomável"                     |
| 2019    | Detetives do Prédio Azul | Vanda Valsa                    | Episódio: "Bruxa da Dança"                |
| 2019    | Topíssima                | Drª. Vera Martins              |                                           |
| 2019    | Bancando o Chef          | Participante                   | Episódio: "Dudu Nobre x Isabel Fillardis" |
| 2021    | Mulheres Fantásticas     | Narradora                      | Episódio: "Hattie McDaniel"               |
| 2021    | Gênesis                  | Rainha Amanishakheto           |                                           |
| 2022    | The Masked Singer Brasil | Participante (Abacaxi)         | Temporada 2                               |
| 2023    | Amor Perfeito            | Aparecida Madureira            |                                           |
| 2024    | Fuzuê                    | Juíza Dulcinéia                | Episódio: "27 de fevereiro"               |

### Cinema
| Ano  | Título                                   | Personagem     |
| ---- | ---------------------------------------- | -------------- |
| 1997 | O Homem Nu                               | Marialva       |
| 1997 | Navalha na Carne                         | Carol          |
| 1999 | Orfeu                                    | Mira           |
| 2006 | Alabê de Jerusalém                       | Amiga de Jesus |
| 2009 | Flordelis - basta uma palavra para mudar | Joana          |
| 2018 | Love, Rock & Blues                       | Maria          |
| 2019 | Cinderela Pop                            | Lúcia          |
| 2022 | Depois do Universo                       | Dra. Simone    |
| 2022 | Eike - Tudo ou Nada                      | Carol          |
| 2024 | Madame Durocher                          | Clara          |

## Teatro
- 1995 – Escrava Anastácia[31]
- 2004 – A Turma do Pererê[32]
- 2006 – Alabê de Jerusalém – ópera Popular
- 2010 – Orfeu
- 2013 – A Menina Edith e a Velha Sentada
- 2014 – Lapinha[33]
- 2018–19 – Dona Ivone Lara – Um sorriso negro, o musical
- 2022 – Crimes Delicados[34]
- 2023 – Abismo de Rosas

## Prêmios e indicações
| Ano  | Associações                   | Categoria                            | Nomeações                   | Resultado |
| ---- | ----------------------------- | ------------------------------------ | --------------------------- | --------- |
| 1993 | Prêmio TV Press               | Melhor Atriz Revelação               | Renascer                    | Venceu    |
| 2004 | Troféu Raça Negra             | Melhor Atriz                         | Começar de Novo             | Venceu    |
| 2017 | Troféu Nelson Rodrigues       | Referência Nacional                  | Carreira                    | Venceu    |
| 2020 | Prêmio Ubuntu de Cultura Afro | Homenagem Especial                   | Carreira                    | Venceu    |
| 2021 | Prêmio Bibi Ferreira          | Melhor Atriz Coadjuvante em Musicais | Dona Ivone Lara - O Musical | Indicada  |